# Dedi in turki
Dedi in turki (znanstveno ime Leccinum) je rod gliv iz družine cevark (Boletaceae)).
Zaradi ohranjanja tradicije se v slovenščini uporabljata dve različni imeni za gobe iz istega rodu. Dedi imajo rjave ali bele klobuke, turki pa rdečkaste ali oranžne. Obstajajo še podobni dedki (Leccinellum), ki so umeščeni v svoj ločen rod. 
Znanstveno ime je bilo sprva dodano samo nekaterim gobam iz rodu gobanov, v 20. stoletju pa so določili samostojen rod s tem imenom. Pomembna razlika med gobani ter dedi in turki so majhne luske, ki pokrivajo bet teh gob. Ime je rod dobil po italijanskem imenu za vrsto gobana s hrapavim betom (Leccino). 
Dedi in turki so razširjeni po gozdovih Evrope in Severne Amerike. Do nedavnega je veljalo, da so užitne vse gobe iz rodu, vendar pa danes tega ni moč več z gotovostjo trditi, saj obstajajo poročila o zastrupitvah iz Severne Amerike z neznano vrsto iz rodu Leccinum.

## Seznam dedov in turkov najdenih v Sloveniji
- sivi ded (Leccinum canumtomentosum)
- zelenkasti ded (Leccinum cyaneobasileucum)
- trdikasti ded (Leccinum duriusculum)
- beli ded (Leccinum holopus)
- črni ded (Leccinum melaneum)
- mehki ded (Leccinum molle)
- marogasti ded (Leccinum pulchrum)
- brezov ded (Leccinum scabrum)
- pisani ded (Leccinum variicolor)
- trepetlikov turek (Leccinum aurantiacum)
- smrečji turek (Leccinum piceinum)
- hrastov turek (Leccinum quercinum)
- brezov turek (Leccinum versipelle)
- lisičji turek (Leccinum vulpinum)